# 涡轮叶片

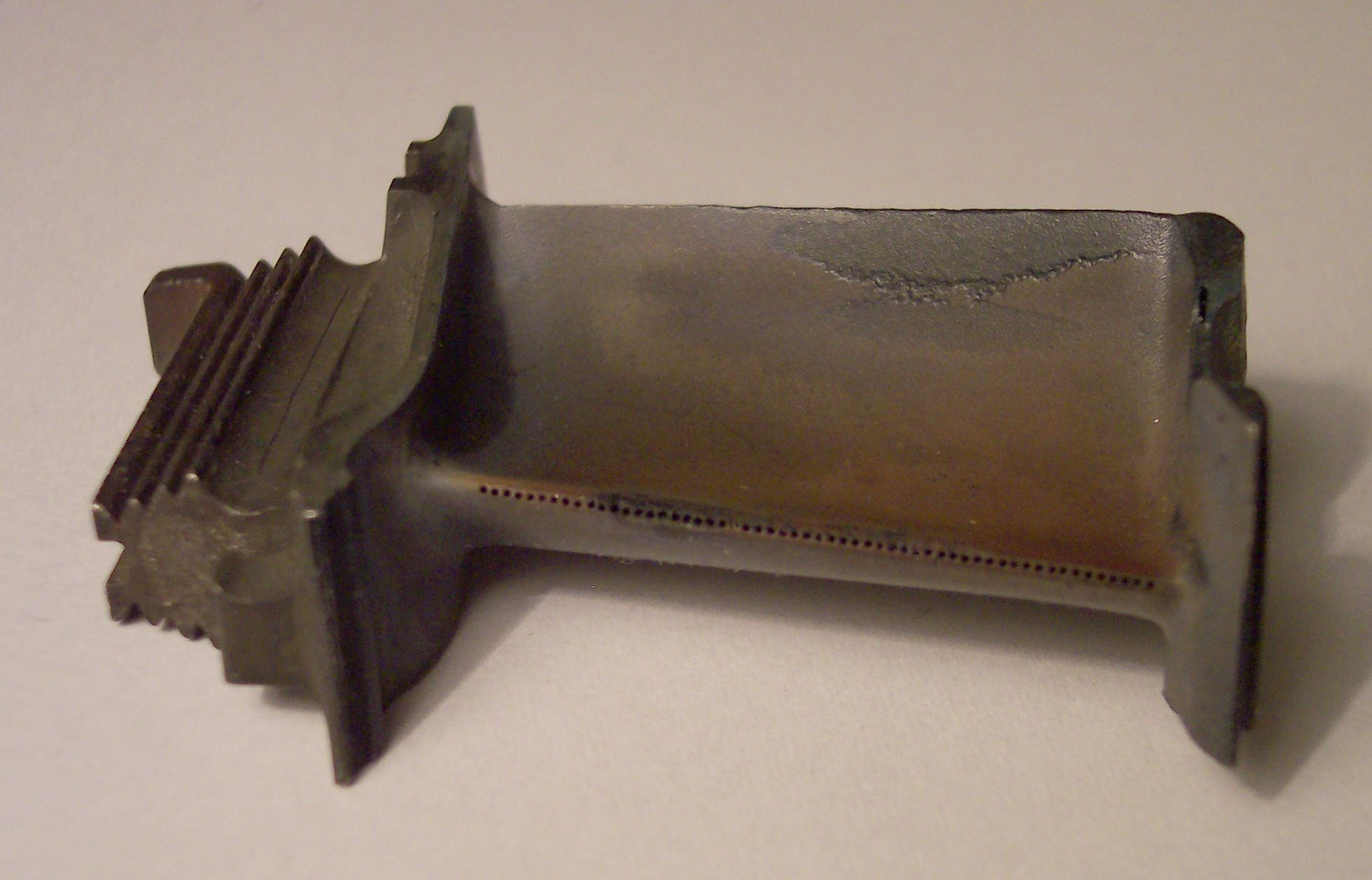
一片来自Turbo联合RB199引擎上的涡轮叶片组件

涡轮叶片是燃气涡轮发动机中涡轮段的重要组成部件。高速旋转的叶片负责将高温高压的气流吸入燃烧器，以维持引擎的工作。为了能保证在高温高压的极端环境下稳定长时间工作，涡轮叶片往往采用高温合金锻造，并采用不同方式来冷却例如内部气流冷却、邊界層冷却、抑或采用保护叶片的热障涂层等方式来保证运转时的可靠性。在蒸汽涡轮发动机和燃气涡轮发动机中，叶片的金属疲劳是发动机故障最主要的原因。强烈的震动或者共振都有可能导致金属疲劳。工程师往往采用摩擦阻尼器来降低这些因素对叶片带来的损害。